# Жанакурылыс (Туркестанская область)
Жанакурылыс (каз. Жаңақұрылыс) — село в Сарыагашском районе Туркестанской области Казахстана. Входит в состав Жибекжолинского сельского округа. Код КАТО — 515461300.

## Население
В 1999 году население села составляло 560 человек (279 мужчин и 281 женщина). По данным переписи 2009 года, в селе проживал 771 человек (389 мужчин и 382 женщины).